# Lawsonita
La lawsonita es un mineral de la clase de los sorosilicatos. Fue descubierta en 1895 en el condado de Marin, en California (EE. UU.), siendo nombrada en honor de Andrew C. Lawson, geólogo escocés-nortamericano.

## Características químicas
Es un aluminosorosilicato de calcio, hidroxilado e hidratado. Estructuralmente relacionado con la monoclínica bartelkeíta (PbFe2+Ge3O8). Es dimorfo con la parthéíta (Ca2(Si4Al4)O15(OH)2·4H2O).

## Formación y yacimientos
Se forma a altas presiones y bajas temperaturas, originalmente descrito a partir de un esquisto cristalino asociado con serpentina y glaucofana, con metamorfismo regional de bajo grado. También se encuentra como mineral secundario en gabros y dioritas alteradas, formándose a partir de las plagioclasas que contienen. Más raramente se ha encontrado en eclogitas. 
Suele encontrarse asociado a otros minerales como: pumpellyíta, epidota, granate, moscovita, jadeíta, glaucofana, cuarzo o calcita.